# Ludger Alain
Ludger Alain (1er janvier 1865 à Québec, Québec - 11 juin 1922  à Québec, Québec) est un homme politique et un homme de loi canadien français.

## Biographie
Ludger Alain est le fils de Jean-Baptiste Alain, écuyer, charron et conseiller de ville, et de Éléonore Artaud. Émigré dès son enfance à Chicoutimi, il fit ses études classiques au Séminaire de Chicoutimi pour y obtenir un baccalauréat en 1884. Étudiant de talent, il est deux fois candidat au prix du Prince de Galles, en rhétorique et en philosophie senior. Gagnant de la médaille Lorne, en philosophie junior, il est reçu à l’Académie de cette maison en 1881.
En 1885, il participe à la campagne du Nord-Ouest contre les Métis menés par Louis Riel, dans les rangs du 9e Bataillon de Québec. Après ses études, l’avocat Alain pratique le droit à Chicoutimi et en 1901, s’associe avec Me Simon Lapointe. Mélomane à ses heures, il fonde en juin 1888, la Fanfare de Chicoutimi. Il épouse le 28 juin 1892, Marie-Maude Chaperon, fille de Henri Chaperon et de Alexina Gagné de La Malbaie. De cette union naissent 14 enfants, morts pour la plupart en bas âge. Seules quatre filles survivent.
Sur le plan politique, il est élu conseiller municipal à Chicoutimi de 1899 à 1900 et devient maire en février 1907 pour démissionner au mois d’août de la même année. Par la suite, il se consacre exclusivement à la pratique du droit comme avocat-conseil, avocat de la couronne, shérif de 1918 à 1920 et protonotaire de 1920 à 1922. Ludger Alain meurt à Québec, le 11 juin 1922 après une courte maladie à l’âge de 57 ans.

## Sources
- Raymond Desgagné, « Orateurs Saguenéens » dans Saguenayensia, Vol. 3, no 6, nov.-déc. 1961, p. 128-130.
- Le Progrès du Saguenay, La victoire, Chicoutimi 7 février 1907.
- Le Progrès du Saguenay, Feu Ludger Alain, Chicoutimi 15 juin 1922.